# Parafia Najświętszego Serca Jezusowego w Bukownie
Parafia Najświętszego Serca Jezusowego i św. Józefa Oblubieńca Najświętszej Maryi Panny w Bukownie – parafia Kościoła Polskokatolickiego w RP położona na terenie diecezji krakowsko-częstochowskiej, w dekanacie śląskim. Msze św. sprawowane są w niedziele o godz. 7:30, 9:30, 11:00, 12:00 oraz w kaplicy o godz. 15:00. W 2018 liczyła około 2000 wiernych, co czyniło ją jedną z największych pod względem liczby członków w całym Kościele Polskokatolickim.

## Historia
Parafia Najświętszego Serca Jezusowego w Bukownie została erygowania 17 marca 1984 przez ówczesnego zwierzchnika Kościoła Polskokatolickiego bp. Tadeusza Ryszarda Majewskiego. 18 grudnia 1984 proboszczem parafii został ks. inf. Antoni Norman. 20 października 1985 otworzono nowy budynek probostwa. 29 września 2002 dodatkowo otworzono przy ul. Nowej kaplicę NMP Królowej Polski. W 2004 dokonano w kościele wymiany okien i odświeżono elewacje.
24 października 2009 parafia przeżywała doniosłą uroczystość 25-lecia swojego erygowania. Na uroczystość przybyli m.in. bp prof. dr hab. Wiktor Wysoczański – zwierzchnik Kościoła Polskokatolickiego w RP, bp mgr Jerzy Szotmiller – administrator diecezji krakowsko-częstochowskiej tegoż Kościoła, a także Zbigniew Urbański – przewodniczący Rady Miasta.
Po śmierci bpa Jerzego Szotmillera (zm. 31 lipca 2011) Rada Synodalna Kościoła Polskokatolickiego w RP obdarzyła proboszcza parafii – ks. Antoniego Normana godnością infułata i zamianowała go na urząd administratora diecezji krakowsko-częstochowskiej. Uroczysta instalacja nowego ordynariusza odbyła się 17 września 2011 w Bukownie. 
Od września 2012 funkcjonuje nowa strona internetowa parafii.